# Mick Gordon
Pour les articles homonymes, voir Gordon.
Michael Jon "Mick" Gordon (né le 9 juillet 1985 à Mackay, au Queensland) est un compositeur australien spécialisé dans la musique de jeu vidéo,.
Il a notamment composé la bande originale de plusieurs jeux de tir à la première personne tels que Wolfenstein: The New Order, Wolfenstein: The Old Blood, Wolfenstein II: The New Colossus, Prey ou encore la série  Doom avec Doom et sa suite Doom Eternal.

## Carrière
Mick Gordon a commencé sa carrière musicale en tant que guitariste de jazz et de blues à l'adolescence. Il a d'abord travaillé comme concepteur sonore chez Pandemic Studios, où il a contribué à la conception sonore de Destroy All Humans ! 2. En 2013, il a marqué la première saison du jeu vidéo de combat Killer Instinct, un reboot du titre original de 1994. L'année suivante, Gordon signe la deuxième saison de Killer Instinct et le jeu d'action-aventure à la première personne Wolfenstein : The New Order (développé par MachineGames). Il est revenu à la série Wolfenstein en 2015 pour composer la musique de Wolfenstein : The Old Blood, un préquel de Wolfenstein : The New Order.
En 2016, Gordon a terminé la partition du jeu de tir à la première personne de science-fiction, Doom, la suite de Doom 64, développé par id Software. Sa partition pour Doom a remporté un certain nombre de prix, notamment un D.I.C.E. Award pour une réalisation exceptionnelle en matière de composition de musicale originale, le SXSW Gaming Award pour l'excellence de la partition musicale, le Game Awards dans la catégorie Best Music/Sound Design, et il a été nommé pour un BAFTA Games Award pour la meilleure musique.
En 2017, Gordon a terminé la partition du jeu de tir à la première personne d'horreur, Prey, développé par Arkane Studios. Il a également travaillé aux côtés de Martin Stig Andersen pour revenir une nouvelle fois à la série Wolfenstein, en réalisant la partition de Wolfenstein II : The New Colossus, développé par MachineGames.
En 2020, Gordon a terminé la partition de Doom Eternal ; alors que la musique du jeu a été une fois de plus bien accueillie, les circonstances entourant la sortie de la bande originale ont conduit à une brouille publique entre Gordon et id Software et à une séparation. En novembre 2022, Gordon a abordé ce différend dans une longue déclaration sur Medium,.
Le 23 juin 2020, le groupe de metal britannique Bring Me the Horizon a annoncé qu'il travaillerait avec Gordon sur son prochain album. Le chanteur Oliver Sykes raconte comment il est tombé amoureux de la bande originale de Doom Eternal pendant sa quarantaine. Fortement inspiré par le travail de Gordon, le groupe a décidé de le contacter et de lui proposer une collaboration. L'œuvre qui en résulte, intitulée Parasite Eve, est sortie le 25 juin, accompagnée d'un clip vidéo.

## Bandes-son composées
- 2009 : Need for Speed: Shift
- 2010 : Need for Speed: World
- 2010 : The Last Airbender
- 2013 : ShootMania Storm
- 2013 : Killer Instinct (saison 1 et 2)
- 2014 : Wolfenstein: The New Order
- 2015 : Wolfenstein: The Old Blood
- 2016 : Doom
- 2017 : Wolfenstein II: The New Colossus
- 2017 : Prey
- 2017 : LawBreakers
- 2020 : Beautiful Desolation
- 2020 : Doom Eternal
- 2023 : Atomic Heart
- 2023 : Routine[12]